# Aero A.100
Aero A.100 là một loại máy bay ném bom hạng nhẹ/trinh sát chế tạo ở Tiệp Khắc trong thập niên 1930. Nó là mẫu máy bay cuối cùng trong loạt thiết kế lấy nguồn gốc từ loại Aero A.11 một thập kỷ trước đó. A.100 tiếp tục phục vụ trong suốt Chiến tranh thế giới II vài năm sau chiến tranh.

## Quốc gia sử dụng
- Tiệp Khắc
- Đức
  - Luftwaffe (số lượng nhỏ)[2]

## Tính năng kỹ chiến thuật (A.100)
Dữ liệu lấy từ 
Đặc điểm tổng quát
- Kíp lái: 2
- Chiều dài: 11,08 m (36 ft 4 in)
- Sải cánh: 14,70 m (48 ft 3 in)
- Chiều cao: 3,60 m (11 ft 10 in)
- Diện tích cánh: 44,3 m² (476 ft²)
- Trọng lượng rỗng: 2.040 kg (4.490 lb)
- Trọng lượng có tải: 3.220 kg (7.080 lb)
- Động cơ: 1 ×  Avia Vr.36, 552 kW (740 hp)

 Hiệu suất bay 
- Vận tốc cực đại: 270 km/h (150 knots, 170 mph)
- Tầm bay: 900 km (490 nm, 560 mi)
- Trần bay: 6.500 m (21.000 ft)
- Vận tốc lên cao: 4,2 m/s (820 ft/phút)
- Tải trên cánh: 73 kg/m² (9,4 lb/ft²)
- Công suất/trọng lượng: 170 W/kg (0,10 hp/lb)

Trang bị vũ khí

- Súng: 

  - 4 súng máy vz. 30 (Česká zbrojovka Strakonice) 7.92 mm (0.312 in)
- Bom: 600 kg (1.300 lb)